# Gadjar
Pour l’article homonyme, voir Khurchid Gadjar.
Gadjar (en azéri : Qacar) est un village d'Azerbaïdjan situé dans le raion de Fizouli. La population s'élevait à 143 habitants en 2005.

## Histoire
Le village est occupé à partir de 1993 par les forces arméniennes après la première guerre du Haut-Karabagh et intégré au sein de la république du Haut-Karabagh. 
Rebaptisé Djivani (en arménien Ջիվանի), il est alors une communauté rurale de la région de Martouni. Le 7 novembre 2020, au cours de la deuxième guerre du Haut-Karabagh, la localité repasse sous le contrôle de l'Azerbaïdjan.